# Ivanovo Selo
Ivanovo Selo (1869-ig Johannisdorf, helyi neve: Premija, csehül: Janova Ves) falu Horvátországban Belovár-Bilogora megyében. Közigazgatásilag Grobosinchoz tartozik.

## Fekvése
Belovártól légvonalban 40, közúton 46 km-re délkeletre, Verőcétől légvonalban 20, közúton 28 km-re délnyugatra, községközpontjától 7 km-re délkeletre Nyugat-Szlavóniában, az Ilova jobb partján fekszik.

## Története
Ivanovo Selot 1825-ben alapították az akkori Csehország, Morvaország és Szilézia területéről érkezett cseh anyanyelvű bevándorlók. Ivanovo Selo volt az első falu, melyet cseh bevándorlók alapítottak Horvátország területén. A településnek 1825 és 1869 között Johannisdorf volt a hivatalos neve. A második katonai felmérés térképén ugyancsak „Johannisdorf” néven találjuk. A katonai közigazgatás idején a szentgyörgyvári ezredhez tartozott. A katonai közigazgatás megszüntetése (1871) után Magyar Királyságon belül Horvát–Szlavónország részeként, Belovár-Kőrös vármegye Grubisno Poljei járásának része volt. 1857-ben 573, 1910-ben 842 lakosa volt. A 19. század végén és a 20. század elején az olcsó földterületek miatt és a jobb megélhetés reményében újabb cseh lakosság telepedett le itt. 1910-ben a népszámlálás adatai szerint lakosságának 83%-a horvát, 15%-a cseh anyanyelvű volt. Az első világháború után 1918-ban az új szerb-horvát-szlovén állam, majd később (1929-ben) Jugoszlávia része lett. 1941 és 1945 között a németbarát Független Horvát Államhoz, háború után a település a szocialista Jugoszláviához tartozott. 1991-től a független Horvátország része. 1991-ben lakosságának 76%-a cseh, 23%-a horvát nemzetiségű volt. A délszláv háború idején 1991. szeptember 21-én a települést szerb támadás érte. Ennek során több helyen tűz ütött ki. A szerbek mintegy 20 fegyvertelen helyi lakost gyűjtöttek össze a fő útkereszteződésben, majd egy közeli páncélozott harcjárműből közéjük lőttek. Heten meghaltak, 12-en megsebesültek, egy ember pedig eltűnt. A helyiek közül csakhamar sokan csatlakoztak a daruvári és a grobosinci nemzeti gárdához, majd heves ellentámadást intéztek a falut elfoglaló szerb erők ellen és felszabadították a települést. 2011-ben 264 lakosa volt.

## Lakossága
| Lakosság változása | Lakosság változása | Lakosság változása | Lakosság változása | Lakosság változása | Lakosság változása | Lakosság változása | Lakosság változása | Lakosság változása | Lakosság változása | Lakosság változása | Lakosság változása | Lakosság változása | Lakosság változása | Lakosság változása | Lakosság változása |
| ------------------ | ------------------ | ------------------ | ------------------ | ------------------ | ------------------ | ------------------ | ------------------ | ------------------ | ------------------ | ------------------ | ------------------ | ------------------ | ------------------ | ------------------ | ------------------ |
| 1857               | 1869               | 1880               | 1890               | 1900               | 1910               | 1921               | 1931               | 1948               | 1953               | 1961               | 1971               | 1981               | 1991               | 2001               | 2011               |
| 573                | 711                | 853                | 879                | 855                | 842                | 814                | 775                | 754                | 804                | 773                | 726                | 560                | 441                | 326                | 264                |

## Nevezetességei
Jézus szentséges szíve tiszteletére szentelt római katolikus plébániatemploma 1946-ban épült Neidhardt építészmérnök tervei alapján. Addig a tűzoltószerházban tartották az istentiszteleteket. A templomot 1957 és 1963 között Ivo Tomljanović festőművész festette ki freskókkal. 1966-ban felépült a vasbeton harangtorony is. 1991-ben a délszláv háború idején kisebb károkat szenvedett, mely után 1992-ben felújították. Egyhajós,  modern épület négyszögletes szentéllyel, melyhez északról csatlakozik a sekrestye.

## Kultúra
A helyi csehek már 1924-ben megalapították a Češka beseda kulturális egyesületet, mely azóta is működik. Az egyesület nyolcvan tagot számlál, fúvószenekara, tánccsoportja és színjátszó csoportja van. Legnagyobb rendezvényük az évente megrendezett Etno dan, melyet az Ilovska utcai etnoház udvarán tartanak. A színjátszócsoport legnagyobb sikere a csehországi visi nemzetközi amatőr szemlén elért díj.